# Бокас-дель-Торо (провинция)
Бокас-дель-Торо (исп. Bocas del Toro, в пер. уста быка) — провинция в Панаме.

## География
Провинция Бокас-дель-Торо расположена на крайнем северо-западе Панамы и прилегает к её границе с Коста-Рикой. Помимо территорий на материке, в её состав входит архипелаг того же названия (Бокас-дель-Торо).
Площадь всей провинции составляет 4 601 км². Численность населения равна 125 461 человек (на 2010 год).

## История
Территорию нынешней провинции Бокас-дель-Торо (остров Колон) ещё в 1502 году посетил Христофор Колумб. В 1834 году, когда эта местность входила в Великую Колумбию, был образован округ Бокас-дель-Торо. С 1903 года — провинция Бокас-дель-Торо. В 1941 году она была разделена на 2 округа, в 1945 эти округа были снова объединены в одну провинцию. В 1997 году в ней был учреждён заповедник Ньобе-Бугле.

## Административное деление
В административном отношении провинция разделена на четыре округа:
- Альмиранте (Almirante).
- Бокас-дель-Торо, включает в себя административный центр провинции. Расположен на острове Колон. Площадь округа составляет 430 км². Образован в 1855 году.
- Чангинола (Changuinola). Площадь — 4 005 км². Образован в 1970 году.
- Чирики-Гранде (Chiriquí Grande). Площадь — 208 км². Образован в 1903 году.

## Туризм
Провинция Бокас-дель-Торо и в первую очередь архипелаг представляют собой второй по значению туристический объект в Панаме (после столицы страны). Отдыхающих привлекают пляжи и виды Карибского моря, мягкий тропический климат, а также различные достопримечательности, например — морской национальный парк Остров Бастиментос. На островах созданы прекрасные условия для сёрфинга, глубоководных погружений, дайвинга, лодочных экскурсий и т. п.
В 2001-м году на архипелаге Бокас-дель-Торо велись съемки реалити-шоу «Последний герой-1».